# Space Vets
Space Vets (wörtlich übersetzt: Weltraum-Tierärzte) ist eine deutsche Computeranimationsserie, die mit Hilfe von künstlicher Intelligenz entsteht. Die Serie wird von Storybook Studios, der Schwesterfirma von Pantaleon Films, produziert. Die erste Folge wurde am 21. August 2024 auf der Website der Produktionsfirma veröffentlicht.

## Handlung
Eine Crew von Tierärztinnen und Wissenschaftlern reist mit ihrem Raumschiff durch die Galaxie und rettet Wesen aller Art sowie deren Planeten. Jedes Abenteuer bringt Kindern außerdem Grundlagen der Biologie, Ökologie und Technik näher.

## Entwicklung und Produktion
Die Serie Space Vets wurde als erster Test einer neuen KI-Produktionsweise konzipiert. Alle Produktionsschritte wurden unter Anleitung des Produktionsteams weitestgehend von Maschinenmodellen umgesetzt. Executive Producer Dan Maag möchte damit langfristig Formate entwickeln, die sich automatisch verlängern. Das Drehbuch der ersten Folge wurde von der Kinderbuchautorin Anna Ludwig geschrieben, basierend auf einem Konzept von Albert Bozesan. Regie führte der VFX-Künstler Sebastian Ungrad. Den Schnitt übernahm Tobias M. Huber. Um die Organisation des Projekts kümmerten sich die Produzentin Isabel Galfe und Produktionsmanagerin Franziska Hansel. Als primäres Werkzeug in der Produktion fungierte Stable Diffusion, ein aus Text Bilder generierendes Maschinenmodell.

## Figuren
Hauptfiguren – die Space Vets
- Captain Nova ist die Anführerin der Crew und Cheftierärztin an Bord.
- Little Nova ist die kleine Tochter von Captain Nova und dient als Einstiegsfigur für das junge Publikum der Serie.
- Doctor Leaf ist ein pflanzenähnliches Lebewesen, das sich um wissenschaftliche Problemlösungen kümmert.

- Fletcher, ein humanoider Wolf, ist für die Sicherheit an Bord zuständig.
- Loops, ein Octopus, sorgt sich um die Technik an Bord des Schiffes.
- Genny ist das intelligente Computersystem der Space Vets, das stets alle benötigten Fakten parat hat.
- Lennox ist die Katze von Little Nova, die in der ersten Folge an Bord geschmuggelt wird und regelmäßig für Chaos sorgt.